# Nurmaansaari
Nurmaansaari är en ganska stor ö i Finland. Den ligger i sjön Suontee och i kommunen Joutsa i den ekonomiska regionen  Joutsa  och landskapet Mellersta Finland, i den södra delen av landet, 190 km norr om huvudstaden Helsingfors. Öns area är 2,01 kvadratkilometer och dess största längd är 3 kilometer i nord-sydlig riktning.